# نهر شقر

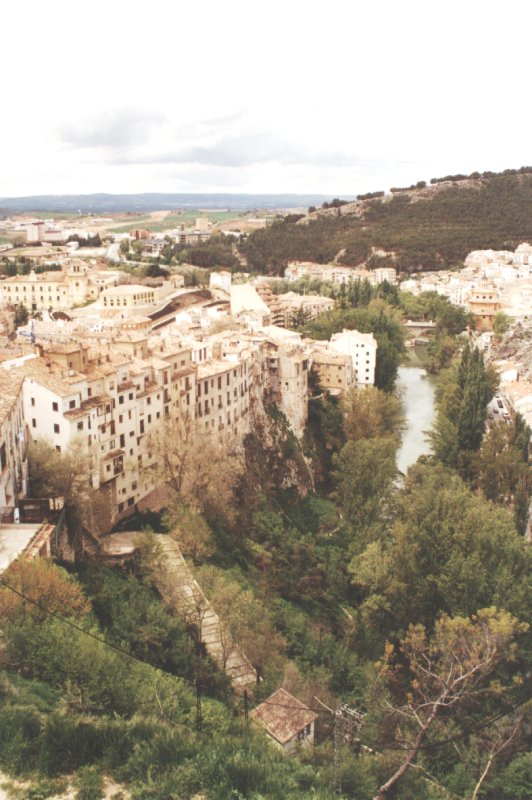
نهر arv يتدفق عبر قونقة

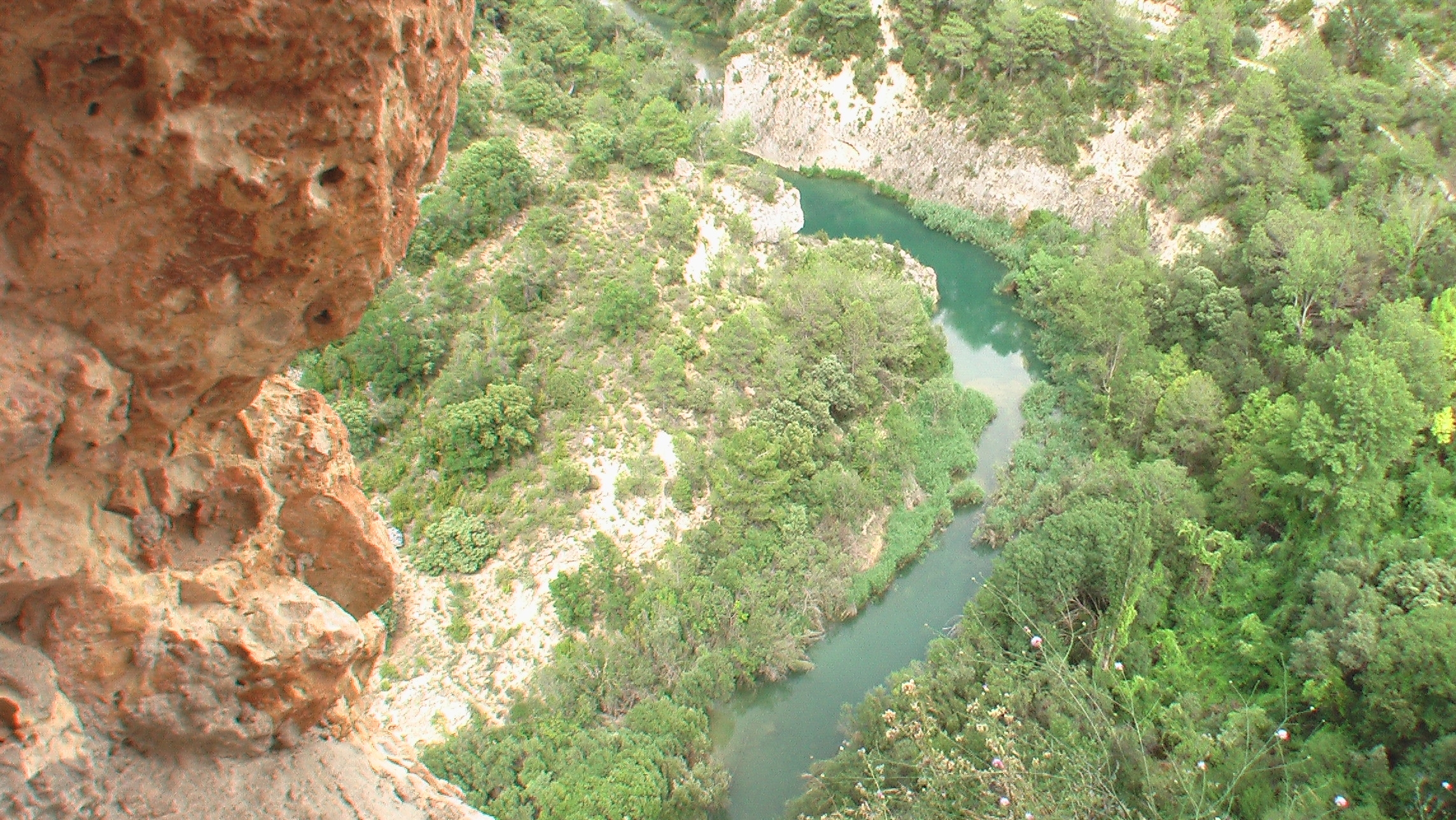

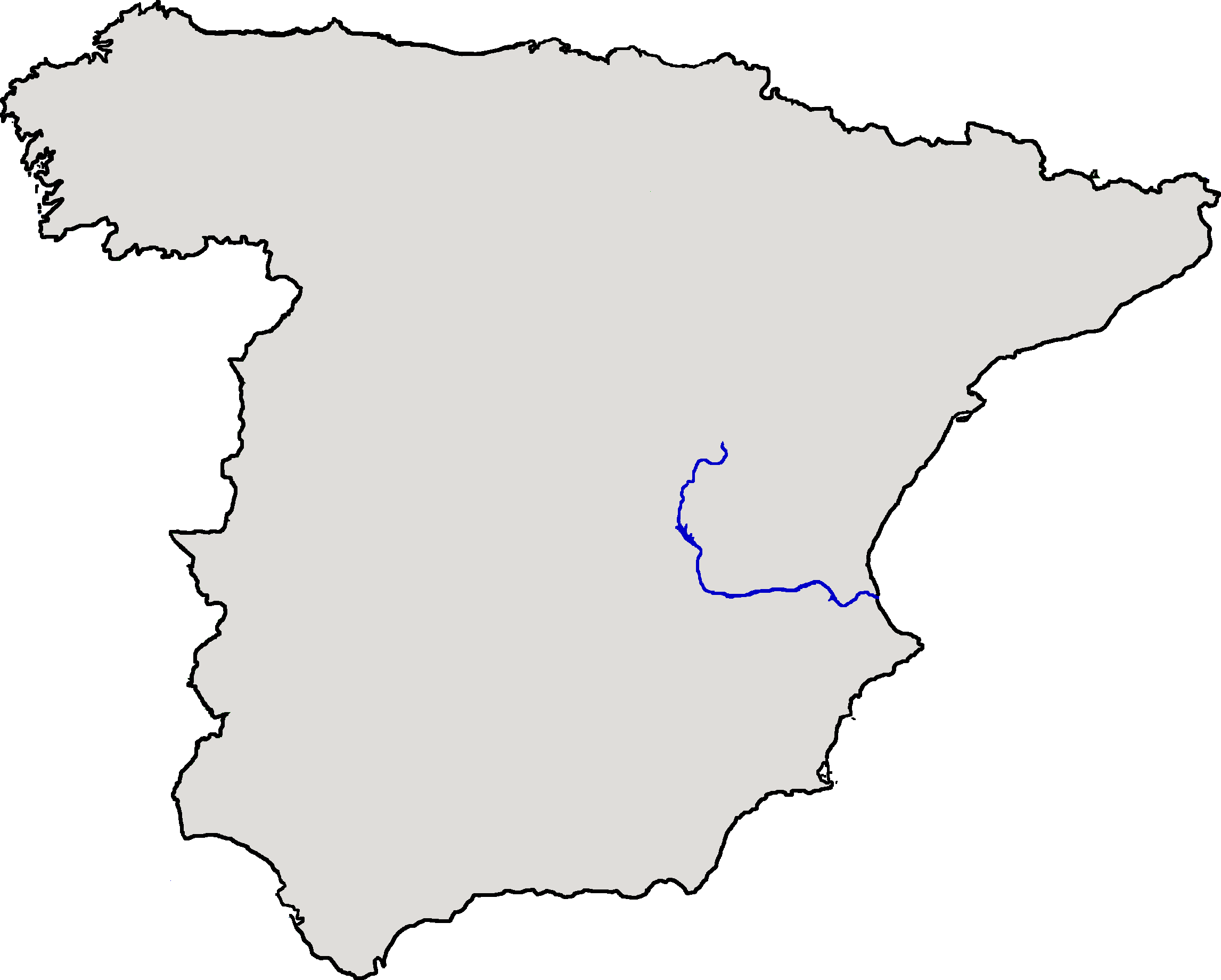
موقع نهر شقر

شقر هو نهر في شبه الجزيرة الأيبيرية في إسبانيا . يمتد النهر نحو 509 كيلومتر من مصدرها في Ojuelos de Valdeminguete، على الجانب الشرقي من Montes Universales، Sistema Ibérico . أهم رافده هو Cabriel . يتدفق نهر شقر أولاً جنوباً ثم شرقاً عبر مدن قونكة، قلعة شقروجزيرة شقر وقلييرة، وهي بلدة تقع بالقرب من مصبها في خليج بلنسية في البحر الأبيض المتوسط. يعبر مقاطعات قونقة والبسيط وبلنسية.
في عام 1982 حطم نهر شقر خزان طوس ما تسبب في أكبر فيضان في التاريخ الإسباني بسرعة تدفق بلغت 16 ألف متر مكعب في الثانية والذي أدى إلى مقتل أكثر من 30 شخصًا. كان هذا الفيضان هو الأهم في تاريخ إسبانيا بأكمله في ذلك الوقت لأن الناس اعتقدوا أن خزان طوس كان غير قابل للتدمير. كان يطلق على الفيضان اسم La pantanada de Tous.